# Habitatge unifamiliar (Torregrossa)
L'Habitatge unifamiliar és una obra de les darreres tendències de Torregrossa (Pla d'Urgell) inclosa a l'Inventari del Patrimoni Arquitectònic de Catalunya.

## Descripció
Edificació unifamiliar entre mitgeres de planta rectangular amb façana a dos carrers. Consta de planta baixa i dos pisos. La planta baixa és l'accés a l'habitatge i el garatge. L'habitatge és tipus dúplex. La façana principal dona a la plaça. És una façana simètrica centrada per un balcó semicircular. Aquesta façana s'organitza amb un cos massís (planta baixa i primer pis) i un trencament horitzontal provocat per la terrassa del segon pis. El pla de la coberta, degut a aquest tall, es fa molt present a mode de cornisa.